# Lou Donaldson
Louis A. „Lou” Donaldson (ur. 1 listopada 1926 w Badin w stanie Karolina Południowa, zm. 9 listopada 2024 w Fort Lauderdale) – amerykański saksofonista jazzowy. Laureat NEA Jazz Masters Award 2013.
Występował m.in. z Theloniousem Monkiem, Blue Mitchellem, Artem Blakeyem, Horace'em Silverem.